# Očelice
Očelice là một làng thuộc huyện Rychnov nad Kněžnou, vùng Královéhradecký, Cộng hòa Séc.